# 유리 세디흐
유리 게오르기예비치 세디흐(러시아어: Ю́рий Гео́ргиевич Седы́х, 1955년 6월 11일~2021년 9월 14일)는 소련과 러시아의 육상 선수, 지도자로 주 종목은 해머던지기이다. 1976년과 1988년 하계 올림픽에서 연속으로 해머던지기 금메달을 획득했으며, 세계 선수권 대회에서 금메달 1개, 은메달 1개 획득했다. 또한 유럽 선수권 대회에서 금메달 3개를 획득했는데, 1986년 유럽 선수권 대회에서 세운 세계 기록은 현재까지 유지되고 있다.

## 선수 경력
러시아 SFSR 로스토프주 노보체르카스크에서 태어났으며, 모친의 업무로 인해 우크라이나 SSR의 니코폴에서 성장했다. 어린 시절부터 축구에 관심이 많았으나 육상 경기장에서 축구를 하다가 해머던지기용 해머를 접하면서 1967년 세디흐의 재능을 알아본 블라디미르 볼로비크의 지도로 육상을 입문했다. 1972년 키예프를 연고로 하는 부레베스트니크 키예프에 입단하면서 정식으로 선수 생활을 시작했으며, 이후 소련군에 입대하면서 키예프의 군인 스포츠팀인 SKA 키예프 소속으로 선수 생활을 이어갔다. 
1973년에는 소련 주니어 국가대표로 발탁되었고 그 해 8월 서독 뒤스부르크에서 열린 1973년 유럽 주니어 선수권 대회에서 67.32m의 기록으로 대표팀 동료인 파벨 리예핀과 동독의 만프레트 젠스를 꺾고 금메달을 획득했다. 1975년에 처음으로 소련 국가대표로 발탁되었으며, 그 해 8월에 핀란드 헬싱키에서 열린 친선 대회를 총해 첫 성인 국제 경기에 출전했다. 그 해 9월에 이탈리아 로마에서 열린 1975년 하계 유니버시아드에서 71.32m를 기록하면서 대표팀 동료인 알렉세이 스피리도노프와 서독의 발터 슈미트의 뒤를 이어 동메달을 획득했다. 
1976년 9월 캐나다 몬트리올에서 열린 1976년 하계 올림픽에 참가하면서 처음으로 올림픽에 출전했다. 그는 예선 A조에서 71.46m를 기록하면서 전체 2위로 결승에 진출했으며, 결승 2차 시기에서 77.52m를 기록하면서 올림픽 기록을 갱신했고 대표팀 동료인 스피리도노프와 아나톨리 본다르추크를 누르면서 금메달을 획득했다. 1977년 6월 동독 카를마르크스슈타트에서 열린 동독-소련-폴란드 3개국 친선 국가대항전에 참가하여 은메달을 획득했고 그 해 9월 서독 뒤셀도르프에서 열린 육상 월드컵에서 4위를 기록했다. 같은 해 8월에는 불가리아 소피아에서 열린 1977년 하계 유니버시아드에 참가하였으며, 72.42m의 기록으로 개최국 불가리아의 에마누일 듈게로프의 뒤를 이어 은메달을 획득했다.
1978년 9월 체코슬로바키아 프라하에서 열린 1978년 유럽 선수권 대회에 참가하여 77.28m의 유럽 선수권 대회 신기록으로 동독의 롤란트 슈토이크와 서독의 카를한스 림을 누르고 금메달을 획득했다. 1979년 9월에는 멕시코의 멕시코시티에서 열린 1979년 하계 유니버시아드에 참가하여 75.54m의 기록으로 서독의 클라우스 플로크하우스와 만프레트 휘닝의 뒤를 이어 동메달을 획득했다. 
1980년 5월 16일 자국 소련 그루지야 SSR의 레셀리제에서 열린 소련 국내 대회에서 80.38m를 기록하면서 서독의 림이 보유했던 세계 기록을 갱신했다. 이후 바로 유리 탐이 세운 80.46m의 기록으로 인해 기록이 잠시 갱신되었으나 곧 80.64m를 기록하면서 다시 세계 기록을 세웠다. 이 기록은 5월 24일 대표팀 동료인 대표팀 동료인 세르게이 리트비노프(81.66m)에 의해 갱신되었다. 7월 소련 모스크바에서 열린 1980년 하계 올림픽에 참가하였으며, 예선에서 78.22m를 기록하면서 올림픽 기록 갱신과 함께 전체 1위로 결승에 올랐다. 결승에서는 1차 시기에서 81.80m를 기록하면서 대표팀 동료인 리트비노프가 보유했던 세계 기록을 갱신했다. 세디흐는 리트비노프와 탐을 누르고 금메달을 획득하여 올림픽 2연패를 달성했다. 같은 해 8월 이탈리아 로마에서 열린 골든 갈라 대회에서 80.54m의 기록으로 서독의 림의 뒤를 이어 은메달을 획득했다. 
1981년 7월에는 레닌그라드에서 열린 소련-미국 친선 국제 대항전에 참가하여 77.20m의 기록으로 금메달을 획득했으며, 8월에는 유고슬라비아의 자그레브에서 열린 1981년 유러피언컵에서 77.68m의 기록으로 림과 슈토이크를 꺾으며 금메달을 획득했다. 같은 해 9월에는 이탈리아 로마에서 열린 육상 월드컵에서 77.42m의 기록으로 서독의 림과 이탈리아의 잠파올로 우를란도를 꺾고 1위에 올랐다. 이듬해인 1982년 6월 그 해 9월 그리스 아테네에서 열린 1982년 유럽 선수권 대회에서 81.66m의 기록으로 유럽 선선수권 기록을 갱신했고 대표팀 동료인 이고리 니쿨린과 리트비노프를 누르고 금메달을 획득했다. 1983년 8월에는 핀란드 헬싱키에서 열린 제1회 1983년 세계 선수권 대회에 참가하였으며, 80.94m의 기록으로 리트비노프의 뒤를 이어 은메달을 획득했다. 이듬해인 1984년 7월 아일랜드 코크에서 열린 친선 대회에서 86.34m를 기록하면서 1982년에 리트비노프에 의해 갱신된 세계 기록을 다시 갱신했다. 이후 영국 런던에서 열린 탤벗 게임에서 85.60m의 기록으로 우승을 차지했으며, 8월에 미국 로스앤젤레스에서 열린 1984년 하계 올림픽에는 소련을 중심으로 한 공산주의 국가들의 보이콧으로 인해 불참했다. 8월 말에는 헝가리 부다페스트에서 열린 육상 그랑프리에서 85.02m의 기록으로 탐을 꺾고 우승했으며, 이탈리아 로마에서 열린 골든 갈라 대회에서도 83.90m의 기록으로 리트비노프와 오를란도 비안키니를 꺾으며 우승을 차지했다. 1985년 7월에는 런던에서 열린 탤벗 게임 2연패를 달성했다. 
1986년 7월에는 핀란드 헬싱키에서 열린 헬싱키 그랑프리에서 84.14m의 기록으로 우승했고 모스크바에서 열린 제1회 1986년 굿윌 게임에 참가하여 84.72m의 기록으로 리트비노프와 베냐미나스 빌루츠키스를 꺾고 금메달을 획득했다. 같은 해 8월에는 서독 슈투트가르트에서 열린 1986년 유럽 선수권 대회에 참가하여 86.74m의 세계 기록과 함께 리트비노프와 니쿨린을 꺾고 금메달을 획득했다. 이 대회에서 세운 세계 기록은 현재에도 깨지지 않고 유지되고 있으며 역사상 단 두 명만이 86m를 초과하는 기록을 세웠으나 세계 기록 달성에는 실패했다. 이 중 1986년에 리트비노프가 세운 86.04m는 공식 기록으로 인정받고 있으나 2005년에 벨라루스의 이반 치한이 기록한 세계 기록에 가장 근접한 86.73m의 기록은 도핑 적발로 인해 말소되었다. 같은 해 9월에는 로마 골든 갈라에서 81.98m의 기록으로 리트비노프의 뒤를 이어 은메달을 획득했다. 이듬해인 1987년 8월에는 스위스 취리히에서 열린 벨트클라세 대회에서 80.02m의 기록으로 서독의 외르크 셰퍼와 클라우스베른트 라이트게스를 꺾고 우승했으며, 서독 베를린에서 열린 ISTAF 육상 대회에서는 79.12m의 기록으로 서독의 크리스토프 자너와 셰퍼의 뒤를 이어 3위에 올랐다.
1988년 9월 대한민국 서울에서 열린 1988년 하계 올림픽에 참가하여 예선에서 78.48m을 기록하여 전체 3위로 결승에 진출했다. 결승에서는 6차 시기에 83.76m를 기록했으며 결승 1차 시기에 84.76m를 기록하여 올림픽 기록을 갱신한 리트비노프의 뒤를 이어 은메달을 획득했다. 이듬해인 1989년 8월에 네덜란드 암스테르담에서 열린 아드리안 파울런 추모 대회에서 80.14m의 기록으로 우승했고 베를린에서 열린 ISTAF 육상 대회에서 81.14m의 기록으로 서독의 하인츠 바이스의 뒤를 이어 2위에 올랐다. 1990년 6월에는 헬싱키 그랑프리에서 80.42m의 기록으로 대표팀 동료인 탐과 스웨덴의 토레 구스타프손를 누르고 1위를 차지했고 8월에 열린 베를린 ISTAF 육상 대회에서 81.50m의 기록으로 우승했다. 이듬해인 1991년 8월에는 일본 도쿄에서 열린 1991년 세계 선수권 대회에서 81.70m의 기록으로 대표팀 동료인 이고리 아스탑코비치와 서독의 바이스를 누르고 우승을 차지했다. 같은 해에 베를린에서 열린 ISTAF 육상 대회에서도 80.24m를 기록하여 지난 대회에 이어 2연패를 달성했다.
소련의 해체 후에는 러시아 국가대표 선수로 활동했으며, 1992년 6월에 헬싱키 그랑프리에서 81.34m의 기록으로 스웨덴의 구스타프손과 핀란드의 라세 악셀린을 누르고 우승을 차지했다. 이후 1994년 7월에 러시아 상트페테르부르크에서 열린 1994년 굿윌 게임에 참가하여 77.24m의 기록으로 미국의 랜스 딜과 대표팀 동료인 바실리 시도렌코의 뒤를 이어 동메달을 획득했다. 이듬해인 1995년에 스위스 로잔에서 열린 아틀레티시마 대회에서 5위를 한 것을 마지막으로 현역에서 은퇴했다.

## 개인사와 은퇴 이후의 삶
1980년 1980년 하계 올림픽 100m 달리기 금메달리스트인 류드밀라 콘드라티예바와 결혼하였으나, 얼마 후에 이혼하였다. 러시아의 여자 해머던지기 선수인 옥사나 콘트라티예바는 세디흐와 콘트라티예바 사이에서 태어난 딸이다. 이후 1987년에는 1988년 하계 올림픽 포환던지기 금메달리스트인 나탈리야 리솝스카야와 재혼했다. 
현역 은퇴 후에는 리솝스카야와 함께 프랑스로 이주하여 파리에 정착했다. 프랑스 해머던지기 국가대표팀 코치와 라데팡스의 레오나르도 다 빈치 대학 센터의 체육 강사로 일했으며, 니콜라 피제르 등의 프랑스 국가대표 해머던지기 선수를 양성했다. 리솝스카야 사이에서 낳은 딸인 알렉시아는 프랑스 청소년 해머던지기 국가대표로 활동했다.
2013년 아내인 리솝스카야와 함께 국제 육상 연맹 명예의 전당에 헌액되었으며, 2021년 9월 14일 프랑스 퐁투아즈에서 뇌졸중으로 사망했다. 그의 유해는 프랑스에 매장되었으나 2022년 러시아의 미티시에 위치한 연방 군사 추모 묘지로 이장되었다.

## 수상

### 국제 대회
- 올림픽: 금메달(1976, 1980), 은메달(1988)

### 수훈
- 레닌 훈장(1980년)
- 10월 혁명 훈장(1985년)
- 명예휘장훈장(1985년)
- 소련 명예 공훈체육인